# سام فیلیپس (نوازنده)
سام فیلیپس (انگلیسی: Sam Phillips؛ زادهٔ ۲۸ ژانویهٔ ۱۹۶۲) یک موسیقی‌دان اهل ایالات متحده آمریکا است. وی از سال ۱۹۸۰ میلادی تاکنون مشغول فعالیت بوده‌است.